# Семаранг
Семаранг — портове місто в Індонезії, на північному узбережжі острова Ява
Адміністративний центр провінції Центральна Ява, п'яте за розміром місто Індонезії[джерело?], розташоване в гирлі річки Семаранг.
Більшість населення міста — яванці, у місті є також велика китайська діаспора. Головні мови — індонезійська та яванська. Місто було засноване 1 травня 1547 року[джерело?]. За часів правління голландських колоністів місто стало важливим торговельним центром.

## Клімат
Місто знаходиться у зоні, котра характеризується мусонним кліматом. Найтепліший місяць — квітень із середньою температурою 28,9 °C (84 °F). Найхолодніший місяць — січень, із середньою температурою 27,2 °C (81 °F).
| Клімат Семаранга        | Клімат Семаранга | Клімат Семаранга | Клімат Семаранга | Клімат Семаранга | Клімат Семаранга | Клімат Семаранга | Клімат Семаранга | Клімат Семаранга | Клімат Семаранга | Клімат Семаранга | Клімат Семаранга | Клімат Семаранга | Клімат Семаранга |
| Показник                | Січ.             | Лют.             | Бер.             | Квіт.            | Трав.            | Черв.            | Лип.             | Серп.            | Вер.             | Жовт.            | Лист.            | Груд.            | Рік              |
| Абсолютний максимум, °C | 38               | 36               | 36               | 37               | 38               | 37               | 41               | 37               | 37               | 37               | 37               | 38               | 41               |
| Середній максимум, °C   | 29               | 29               | 30               | 31               | 31               | 31               | 31               | 31               | 32               | 32               | 31               | 30               | 31               |
| Середня температура, °C | 27               | 27               | 27               | 28               | 28               | 28               | 28               | 28               | 28               | 28               | 28               | 27               | 28               |
| Середній мінімум, °C    | 25               | 25               | 25               | 25               | 25               | 25               | 24               | 24               | 25               | 25               | 25               | 25               | 25               |
| Абсолютний мінімум, °C  | 18               | 22               | 22               | 22               | 21               | 20               | 17               | 18               | 17               | 20               | 22               | 22               | 17               |
| Норма опадів, мм        | 430              | 360              | 320              | 230              | 160              | 80               | 80               | 60               | 100              | 160              | 220              | 330              | 2780             |
| ----------------------- | ---------------- | ---------------- | ---------------- | ---------------- | ---------------- | ---------------- | ---------------- | ---------------- | ---------------- | ---------------- | ---------------- | ---------------- | ---------------- |
| Джерело: Weatherbase    |                  |                  |                  |                  |                  |                  |                  |                  |                  |                  |                  |                  |                  |